# Soltvadkert
Soltvadkert (németül: Wadkert, horvátul: Vakier) város Bács-Kiskun vármegyében, a Kiskőrösi járásban.

## Fekvése
A Duna–Tisza közi homokhátságon, a Bugaci-homokháton fekszik, a Bugaci-homokháton, a Kiskunsági Nemzeti Park szomszédságában fekszik, Kiskőröstől közúton 13 kilométerre délkeletre, Kiskunhalastól 20 kilométerre északnyugatra, a megyeszékhelytől, Kecskeméttől pedig mintegy 45 kilométerre délnyugatra.

### Megközelítése
Közúti megközelítés tekintetében kifejezetten kedvező helyen fekszik, mivel a központjában keresztezte egymást a Duna–Tisza köze két nagy forgalmú főútja, az 53-as és 54-es főút; ezek révén a térség szinte minden nagyobb városa felől könnyen elérhető. Ma már mindkét főút elkerüli a várost. Kiskunmajsa, és azon keresztül Szeged térségével az 5405-ös út köti össze.
Vonattal a Budapest–Kunszentmiklós-Tass–Kelebia-vasútvonalon érhető el; Soltvadkert vasútállomás a belterület déli szélén helyezkedik el, közúti elérését csak önkormányzati utak biztosítják.

## Története
A várost 1900-tól nevezik Soltvadkertnek, előtte Vadkert volt a neve, amely az itteni erdők-mezők egykori gazdag állatvilágára utal. Az első írásos említés 1376-ból való, amely évszám a város címerében is látható.
Az 1426—1508. években említik az oklevelek. 1426-ban a Vadkerti, 1493—1504-ben a Vadkerti Sulyok család volt itt birtokos. 1504-ben a Simon család is Vadkerti előnévvel szerepel.
A török időkben ez a vidék elnéptelenedett, lakatlan pusztává vált. Vadkert puszta 1639-ben Miskey János, majd a miskolci Patay család, 1674-ben a halasi Tegzes család tulajdona volt. 1690-ben még elhagyott helyként írták össze.
A gazdálkodás fellendítése érdekében az 1740-es évek elején a báró Orczy család először német és szlovák, majd magyar családokat telepített birtokára, akik kitartó munkával termékeny területté tették a napsütötte és szélhordta homokbuckákat. A szorgalom tehetséggel párosulva nemzedékről nemzedékre szállt, mely virágzó szőlő- és gyümölcskultúrát teremtett. Ma is ez biztosítja a lakosság nagy részének megélhetését.
Leírás a településről a 18. század végén:		
```
"VADKERT: Magyar, és német falu Pest Várm. földes Ura B. Orczy Uraság, lakosai katolikusok, reformátusok, és evangelikusok, fekszik Ketskeméthez 6, Kis Kőröshöz 1, Keczelhez 1 1/2 mértföldnyire; határja homokos, 3 nyomásbéli, kétszeres búzát, rozsot, zabot terem, sok helyen a’ folyó homok hegyek sóska bokrokkal tellyesek; erdeje kevés, szőleji meglehetősek; szarvas marhákat, és spanyol közönséges juhokat tenyésztetnek, lovakat magok szükségeikre jókat nevelnek; postája is van."
 					
(
Vályi András
: 
Magyar országnak leírása
, 
1796
–
1799
)
```

A szocializmus alatt szakszövetkezeti formában megmaradt az egyéni gazdálkodás, ami jövedelem tekintetében kiemelte a falut a környezetéből.

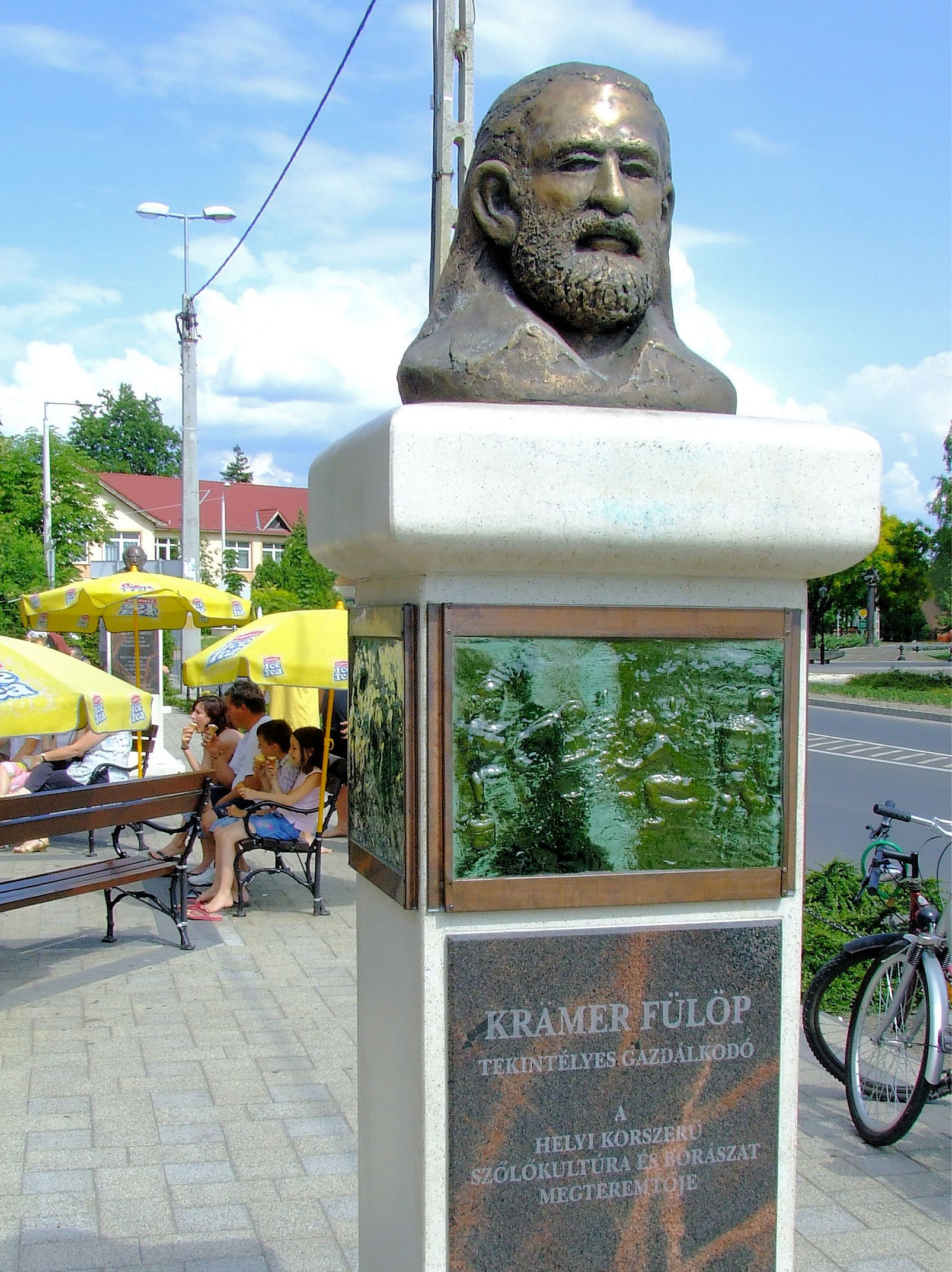
Krämer Fülöp, a soltvadkerti borlovagrend névadójának szobra

Az 1990-es évek elejére Soltvadkert a kistérség egyik központjává vált, ezért 1993-ban elnyerte a városi rangot. A rendszerváltás után számos magánvállalkozás indult be, különösen műanyagfeldolgozásra létesültek modern üzemek. Sajnos a Kecel-Soltvadkert-Kiskőrös „aranyháromszög” ekkor a borhamisításról is nevezetessé vált.
A borászok és borbarátok által alakított Krämer Fülöp Borlovagrend tagjai a hagyományok ápolásán túl a vadkerti borok jó hírének öregbítését vallják szívügyüknek. Ezt szolgálják a különböző borversenyek, borbemutatók és borszentelések. A szőlő és a bor tiszteletét két szobor is reprezentálja. (Lásd még: Kunsági borvidék.)
A település lakói az évszázadok folyamán vallásuknak megfelelően több templomot építettek, amelyek meghatározó elemei a városközpontnak. Az egyik legszebb középület a volt Lukács-kúria, a mai városháza, amely az 1810-es 1820-as években épült, s jelenlegi formáját 1994-ben nyerte el. Számos emlékmű és szobor állít emléket az elődök helytállásának.
A városban az infrastruktúra 100%-ban kiépült, amely a 35 km-re levő M5-ös autópályával kiváló lehetőség a beruházóknak.
A Vadkerti-tó mellett feltárt termálvíz hasznosítása a közeljövő feladata lesz.
Soltvadkert 1950-ig Pest- Pilis- Solt- Kiskun megyéhez tartozott. Utána Bács-Kiskun (vár)megyéhez, ezen belül a kiskőrösi járáshoz. .

## Közélete

### Polgármesterei
- 1990–1994: Berkecz László (független)[5]
- 1994–1998: Berkecz László (független)[6]
- 1998–2002: Berkecz László (független)[7]
- 2002–2006: Berkecz László (független)[8]
- 2006–2010: Lehoczki Ferenc Sándor (Fidesz-KDNP-Magosz)[9]
- 2010–2014: Lehoczki Ferenc Sándor (Fidesz-KDNP)[10]
- 2014–2019: Lehoczki Ferenc Sándor (Fidesz-KDNP)[11]
- 2019–2024: Temerini Ferenc (Fidesz-KDNP)[12]
- 2024– : Temerini Ferenc (Fidesz-KDNP)[1]

## Népesség
| Lakosok száma | 7487 | 7510 | 7484 | 7405 | 7372 | 7342 | 7168 | 7022 | 6980 | 6913 |
|               | 2013 | 2014 | 2015 | 2016 | 2017 | 2018 | 2021 | 2022 | 2023 | 2024 |

2001-ben a város lakosságának 98%-a magyar, 1%-a cigány, 1%-a német nemzetiségűnek vallotta magát.
A 2011-es népszámlálás során a lakosok 89,5%-a magyarnak, 3,3% cigánynak, 1,6% németnek, 0,8% románnak mondta magát (10,4% nem nyilatkozott; a kettős identitások miatt a végösszeg nagyobb lehet 100%-nál). A vallási megoszlás a következő volt: római katolikus 39,4%, református 11%, evangélikus 25,8%, görögkatolikus 0,2%, felekezeten kívüli 4,3% (16,9% nem nyilatkozott).
2022-ben a lakosság 91%-a vallotta magát magyarnak, 1,7% cigánynak, 1,6% németnek, 0,5% románnak, 0,1-0,1% horvátnak, bolgárnak és szlováknak, 2,1% egyéb, nem hazai nemzetiségűnek (8,7% nem nyilatkozott; a kettős identitások miatt a végösszeg nagyobb lehet 100%-nál). Vallásuk szerint 29,5% volt római katolikus, 20,3% evangélikus, 9,5% református, 0,3% görög katolikus, 2,4% egyéb keresztény, 0,8% egyéb katolikus, 4,9% felekezeten kívüli (32,1% nem válaszolt).

## Nevezetességei

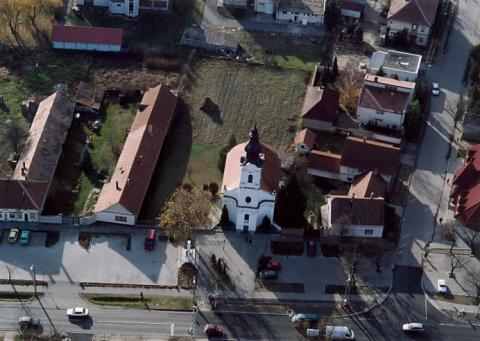
Légi felvétel

- Műemlékek: Református templom (barokk, 1794), evangélikus templom (klasszicista, 1837), a római katolikus Szent Kereszt (Lukács) kápolna (klasszicista, 1847).
- Katolikus templom (1908)
- Baptista Imaház (1911)
- Nagy-Pál István Helytörténeti Gyűjtemény
- Motormúzeum
- Gyöngyház Kulturális Központ[halott link]
- Mozi[halott link]
- Szent Korona Cukrászda

### Rendezvények, idegenforgalom
- Az üdülőszezonban tartott rendezvényeket – horgászverseny, országos motorostalálkozó, bor- és sörfesztivál – több tízezren látogatják.
- A város legrangosabb szórakoztató rendezvénye a hagyományos, kétévente, szeptember közepén megrendezésre kerülő Szüreti Fesztivál, amely rengeteg kulturális és sportprogrammal várja a látogatókat. Találhatunk itt borutcát, kirakodóvásárt és megismerkedhetünk a szőlő műveléséhez kapcsolódó szokásokkal. A fagylalt és a bor fővárosa igazi alföldi szeretettel várja a vendégeit minden évben. Az eseményt a hagyományos szüreti felvonulás zárja.[16]
- A város határában található a Vadkerti-tó már a múlt század elejétől is kedvelt fürdőhely, több mint 50 hektáros vízfelülettel és környezettel szolgálja az üdülők, horgászok és vízi sportok kedvelőinek kényelmét.
- Bor- gasztronap: Soltvadkerten „A Barátság és a jó kapcsolatok jegyében” rendezik a grill és tárcsás ételek főzőversenyét. A programot zenészek, táncosok, helyi termékek bemutatója és kézműves vásár színesíti, amelyen bemutatkoznak a környező települések is. A rendezvény népszerű eleme a közös koccintás, melyhez a város biztosítja a hazavihető, díszített borospoharat.[17]
- Sörfesztivál: Nyár közepén, júliusban rendezik a megújuló Vadkerti-tó partján a Sörfesztivált, amely a felnőttek mellett a gyerekeknek is izgalmas programokat nyújt, így a családok is tartalmas hétvégét tudnak eltölteni a sekély vizű, homokos strandon.[18]

## Soltvadkert, a bor és fagylalt fővárosa

### Szent Korona Cukrászda
A Szervánszky család által üzemeltetett cukrászda múzeumként és irodalmi kávéházként is funkcionál. A Szent Korona Cukrászda 2005-ben elnyerte az Év Cukrászdája címet, Szervánszky László mestercukrászt pedig 2006-ban lovaggá ütötték.

### Soltvadkerti borok

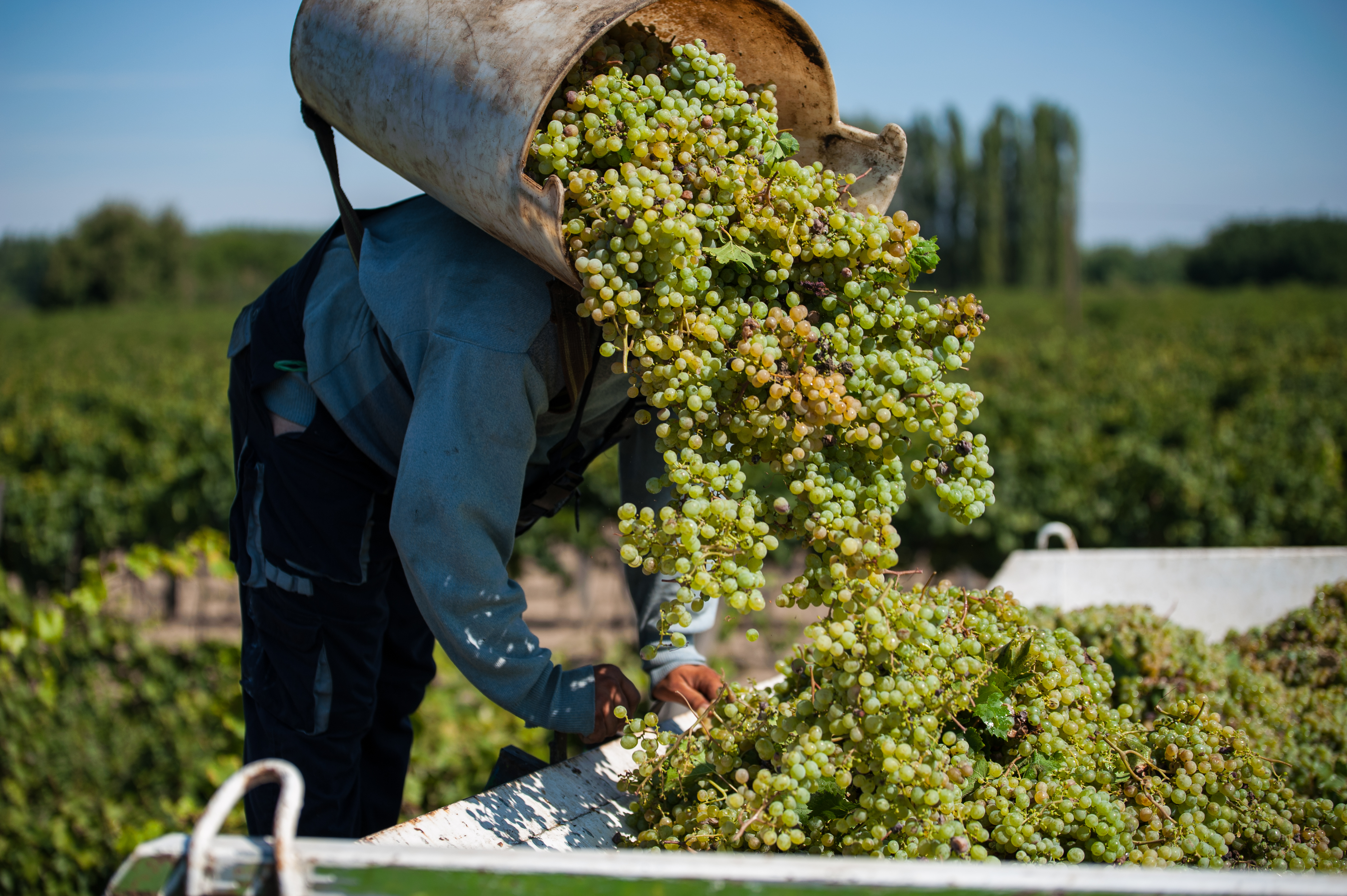
Szüret Soltvadkerten

A Kunsági Borvidék, az ország legnagyobb kiterjedésű borvidéke ad otthont Soltvadkert két neves családi borászatának, a Frittmann Borháznak (Év Borásza, Év pincészete díj) és a Font Borászatnak. Mindkét borászat a legrangosabb világversenyekről hoz el arany és ezüst minősítéseket (VinAgora, Cannes-i Nemzetközi Rosé Borverseny, Sommelie Wine Awards).
Az elmúlt évek kitartó munkájának, szakmai fejlődésének és a fejlesztéseknek is köszönhetően korszerű technológiákkal és impozáns kóstolótermek állnak rendelkezésre a családi borászatokban, ahol generációk óta foglalkoznak borkészítéssel.
A Soltvadkerti Hegyközség – amely az ország legnagyobb hegyközsége - területén fekszik az ország legnagyobb egybefüggő ezerjó ültetvénye és második Cserszegi fűszeres ültetvénye. Az Ezerjó egy magyar történelmi fehérbort adó szőlőfajta. Az Ezerjó a Kunsági borvidéken Soltvadkert térségében vált meghatározó fajtává.
A borvidéken 64 szőlőfajtát termesztenek melyből legnagyobb területen termesztett fajtái az arany sárfehér, a zala gyöngye, az ezerjó, a kékfrankos, a cserszegi fűszeres, a rizlingszilváni, a kövidinka, a kadarka, a rajnai rizling és az olaszrizling, a zweigelt, valamint az utóbbi években rezisztens szőlőfajtaként a bianca, mely fajták a teljes szőlőterület csaknem kétharmadát elfoglalják.
Az ezerjó az egész Kárpát-medencében ismert, de Magyarországon a legelterjedtebb. Ha a kadarkát is beleszámítjuk, akkor az ezerjó a negyedik legjobban elterjedt fajta a 20. század második felében.

### Pálinkaházak
Bács-Kiskun vármegye a mézédes gyümölcsök és a belőlük készülő kiváló párlatok hazája. A generációról generációra öröklődő tudás teszi a pálinkát igazi hungaricummá. Soltvadkerten a Schiszler Pálinka és a Szekeres Pálinka készítői is nagy hangsúlyt fektetnek a prémium termékek elkészítésére. Mindkettő családi vállalkozás büszkélkedhet jelentős hazai és nemzetközi versenyek nagydíjaival, arany és ezüst minősítéseivel. 

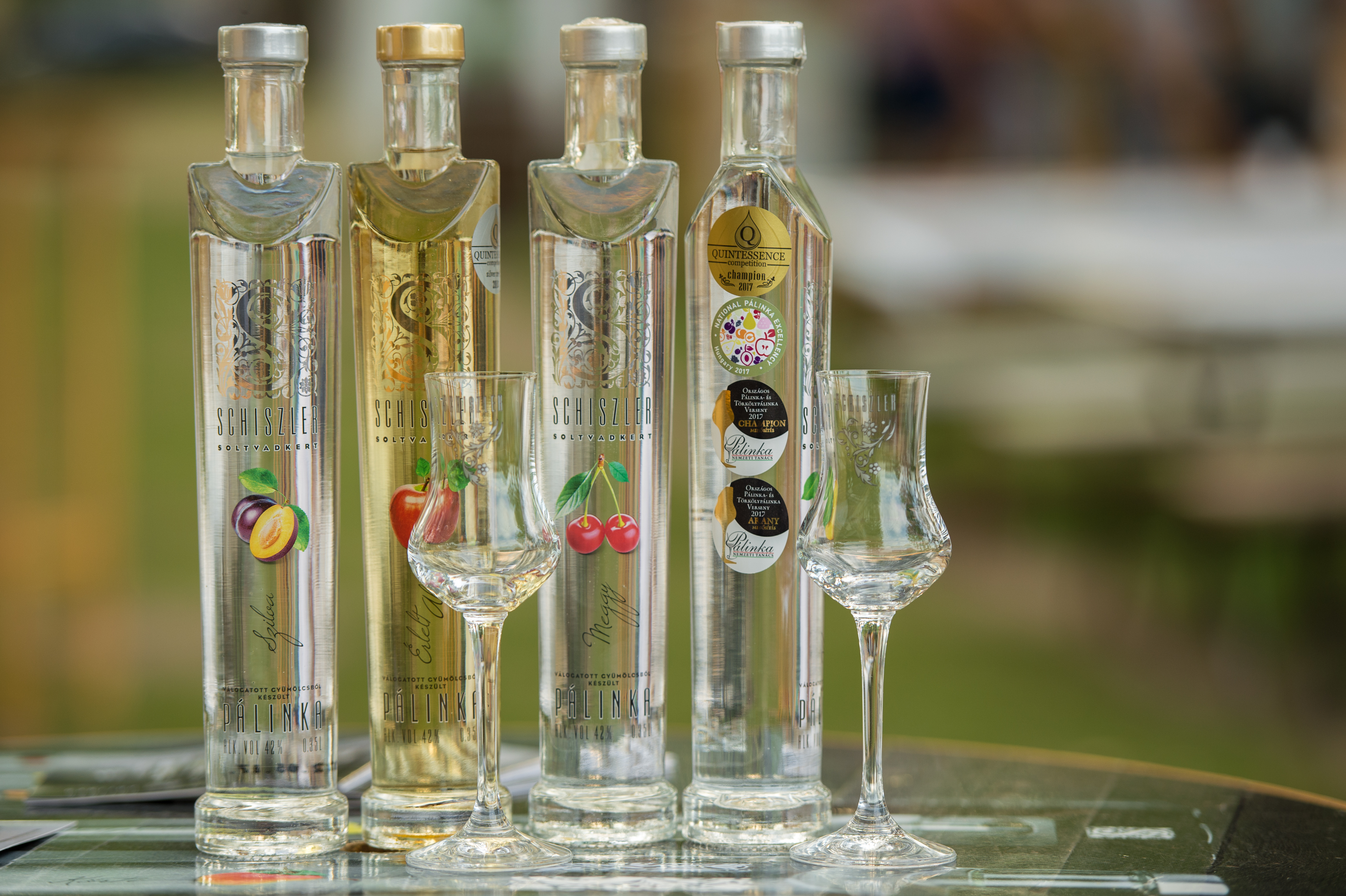
Schiszler pálinka

A Schiszler- Pálinkafőzde lelke a kétszakaszos Ulrich Kothe berendezés, amiben kisüsti és egyszakaszos pálinkák is készülhetnek. A Schiszler-Pálinka bekerült a Nemzeti Pálinkakiválósági Programba is. 

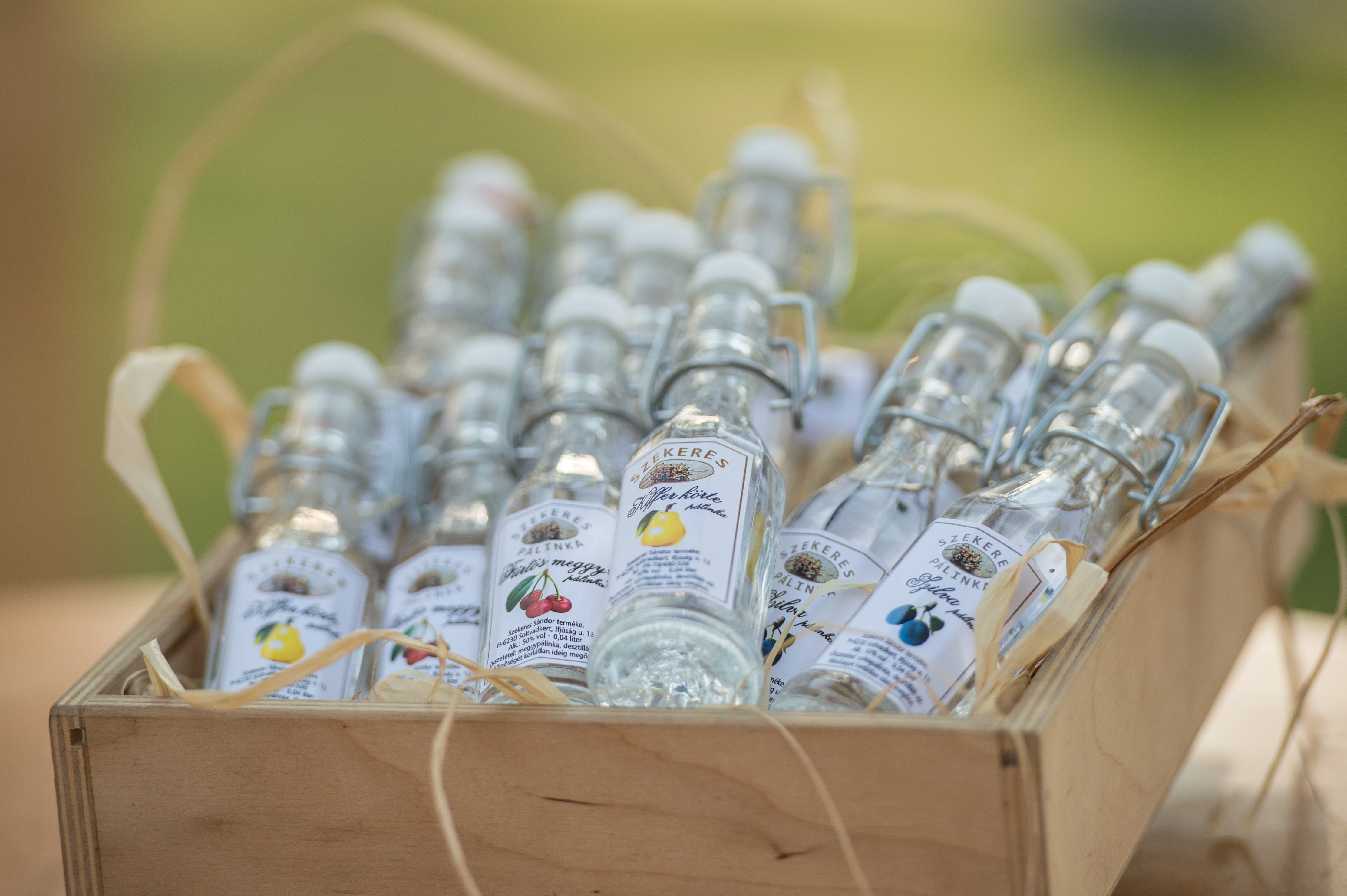
Szekeres pálinka

Az 1992 óta működő Szekeres Pálinka készítői szerint igazán minőségi pálinka csak hagyományos kisüsti párlással lehetséges, mivel az ilyen módon készített pálinkák íze sokkal tovább tart.

## Testvérvárosok
- Bodelshausen, Németország
- Sarmaság, Románia
- Nagyenyed, Románia

## Nevezetes soltvadkertiek
- A Frittmann testvérek, a régió kiemelkedő borászai
- Benyik György római katolikus pap
- Font Sándor politikus
- Szávay Ágnes teniszező
- Szávay István politikus
- Székely Imre, Schvarcz fogorvos.
- Haraszti Sándor tanár, lelkész, orvos, diplomata
- Szarka Adrienn kézilabdázó
- Tasnádi Ádám üzletember, vállalkozó